# 乌兰木仁庙
乌兰木仁庙，位于内蒙古自治区鄂尔多斯市伊金霍洛旗乌兰木伦镇乌兰木仁嘎查，是一座藏传佛教格鲁派寺院。

## 简介
乌兰木仁庙始建于清朝嘉庆元年（1746），原属郡王旗。乌兰木仁庙距离成吉思汗苏勒德霍络不远，所以第十一任扎萨克多罗郡王巴宝多尔济将该庙交给达尔扈特左翼雅木特，为成吉思汗苏勒德烧香念经，自此成为达尔扈特八座寺庙之一。
乌兰木仁庙拥有大经堂49间、释迦牟尼殿49间、明王殿25间、度母殿10间、转经殿2间、辩经院6间、经学院49间、沙布隆府邸24间。乌兰木仁庙设有沙布隆2名、总管1名、管家1名、掌堂师2名、领经师2名。中华人民共和国成立初期，有50多名喇嘛。该庙每年农历正月二十四日、农历六月二十四日跳查玛舞。
文化大革命时，乌兰木仁庙殿堂遭到破坏，但该庙的掌堂师什日布道尔吉将合同庙班智达罗布桑隆日布编著的《宝贝念珠》、陶亥召活佛罗布桑宁日格编著的《赖巴来》、公尼召活佛伊希丹金旺吉拉编著的医学著作《珠日都西勒》等数部经典保留下来，为保护鄂尔多斯的文化遗产作出了贡献。